# Runchomyia
Runchomyia is een muggengeslacht uit de familie van de steekmuggen (Culicidae).

## Soorten
- R. cerqueirai (Stone, 1944)
- R. frontosa Theobald, 1903
- R. humboldti (Lane & Cerqueira, 1942)
- R. magna (Theobald, 1905)
- R. reversa (Lane & Cerqueira, 1942)
- R. theobaldi (Lane & Cerqueira, 1942)
- R. walcotti (Lane & Cerqueira, 1942)